# 전박이진
전박이진(2001년 6월 12일 ~ )은 대한민국의 아역 배우이다.

## 주요 작품
- 2013년 MBC 《여왕의 교실》... 윤지민 역